# Дієго Енріке Соуза Да Сілва
Дієго Енріке Соуза Да Сілва або Дієго Андрадіна або Дієго (порт.-браз. Diego Henrique Souza da Silva / Diego Andradina / Diego; нар. 23 серпня 2003, Андрадіна, Сан-Паулу, Бразилія) — бразильський футболіст, півзахисник київського «Лівого берегу».

## Життєпис
Народився в місті Андрадіна штату Сан-Паулу. Вихованець молодіжних академій клубу «Греміо Новурізонтіно» та «Крузейро».
На початку вересня 2021 року відправився в оренду до «Катандуви». У футболці вище вказаного клубу дебютував 29 вересня 2021 року в нічийному (0:0) домашньому поєдинку 1-го туру групи вибування Другого дивізіону Ліги Паулісти проти «Ріо-Бранко». Дієго вийшов на поле на 88-й хвилині замість Бріама. Цей матч виявився єдиним для юного бразильця в складі «Катандуви». Наприкінці січня 2021 року повернувся до молодіжної команди «Греміо Новурізонтіно».
На початку січня 2023 року перебрався в «Такварітінгу», який також виступав у Другому дивізіоні Ліги Паулісти. Першим голом за нову команду відзначився 14 травня 2023 року на 73-й хвилині переможного (3:1) домашнього поєдинку 4-го туру 1-го етапу 2-ї групи проти «Бататайса». Дієго вийшов на поле в стартовому складі, а на 76-й хвилині його замінив Жоау Артур. У 2023 календарному році зіграв 26 матчів (5 голів) у Другому дивізіоні Ліги Паулісти. На початку січня 2024 року відправився в оренду до «Комерсіала» (Рібейран-Прету). Дебютував за нову команду 18 січня 2024 року в програному (0:2) виїзному поєдинку 1-го туру 1-ї фази Другого дивізіону Ліги Паулісти проти «Капіваріано». Дієго вийшов на поле в стартовому складі, а на 46-й хвилині його замінив Луїш. Єдиним голом за «Комерсіал» відзначився на 69-й хвилині програного (1:2) домашнього поєдинку 13-го туру першої фази Другого дивізіону Ліги Паулісти проти «Жувентуса». Дієго вийшов на поле на 26-й хвилині замість Паулу. Загалом за «Комерсіал» у Другому дивізіоні чемпіонату штату Сан-Паулу відзначився 1-м голом у 14-ти матчах. На початку травня 2024 року повернувся до «Такварітінги», за яку зіграв 12 матчів та відзначився 3-ма голами у Кубку Паулісти.
Під час зимової перерви в сезоні 2024/25 років відправився на збори для перегляду «Лівим берегом», на яких відзначився 3-ма голами й 14 лютого 2025 року підписав контракт зі столичним клубом. Вперше до заявки столичного клубу потрапив 24 лютого 2025 року на програний (0:1) виїзний поєдинок 18-го туру Прем'єр-ліги України проти донецького «Шахтаря», в якому просидів усі 90 хвилин. За першу команду «Лівого берега» дебютував 29 березня 2025 року в переможному (1:0) виїзному поєдинку 22-го туру Прем'єр-ліги України проти «Олександрії». Дієго вийшов на поле на 88-й хвилині замість Руслана Дедуха.